# Gorybia simplicior
Gorybia simplicior là một loài bọ cánh cứng trong họ Cerambycidae.